# Stasimopus artifex
Stasimopus artifex är en spindelart som beskrevs av Pocock 1902. Stasimopus artifex ingår i släktet Stasimopus och familjen Ctenizidae. Inga underarter finns listade i Catalogue of Life.